# Renoise
Renoise ist eine kommerzielle Digital Audio Workstation (DAW) nach dem Trackerprinzip, bei dem die Notation der Musik textuell in einem Raster mit den Dimensionen Zeit und Tonspur erfolgt. Über die Tonspuren können Audiosamples wiedergegeben und plugin-basierte Instrumente und Effekte gesteuert werden. Hierbei unterstützt Renoise die im professionellen Bereich üblichen Plugin-Standards VST, Audio Unit und LADSPA.

## Geschichte

### Ursprung
Renoise wurde und wird zum größten Teil von Demoszenern programmiert und verbessert. Renoise ist eine Weiterentwicklung des Noisetrekkers des spanischen Programmierers Juan Antonio Arguelles Rius aka „Arguru“. Der Tracker, damals noch ohne Bezeichnung, wurde initiiert von Eduard Müller (Taktik) und Zvonko Tesic (Phazze) im Dezember 2000. Im Frühjahr 2002 wurden stabile Versionen verfügbar und in den folgenden Jahren wuchs das Entwicklungsteam weiter an mit Spezialisten für Test, Administration, Support und Webpage.

### Entwicklung
Die erste Beta von Renoise 2, einem großen Release, erschien am 3. September 2008 und führte lange geforderte Funktionen ein, die bei professionellen Digital Audio Workstations schon lange Usus sind. Darunter sind u. a. Plugin Delay Compensation, Unterstützung von Audio Units, Pluginsupport mit verschiedenen Ausgabekanälen und ein nicht Tickspeed-basierendes Zeitmodell. Auch eingeführt wurde eine neue Effektspalte, um Events mit einer Auflösung von 1/256 einzusetzen; insbesondere für Liverecording bietet das eine Möglichkeit für wesentlich genauere Aufnahmequalität.
Renoise besitzt inzwischen auch einen signal follower und cross-track routing. Der signal follower erkennt Pegeländerungen im Audiosignalausgabestrom eines Tracks und nutzt diese als Steuerwerte für die Automation beliebiger Geräteparameter.

## Technische Eigenschaften

### Fähigkeiten

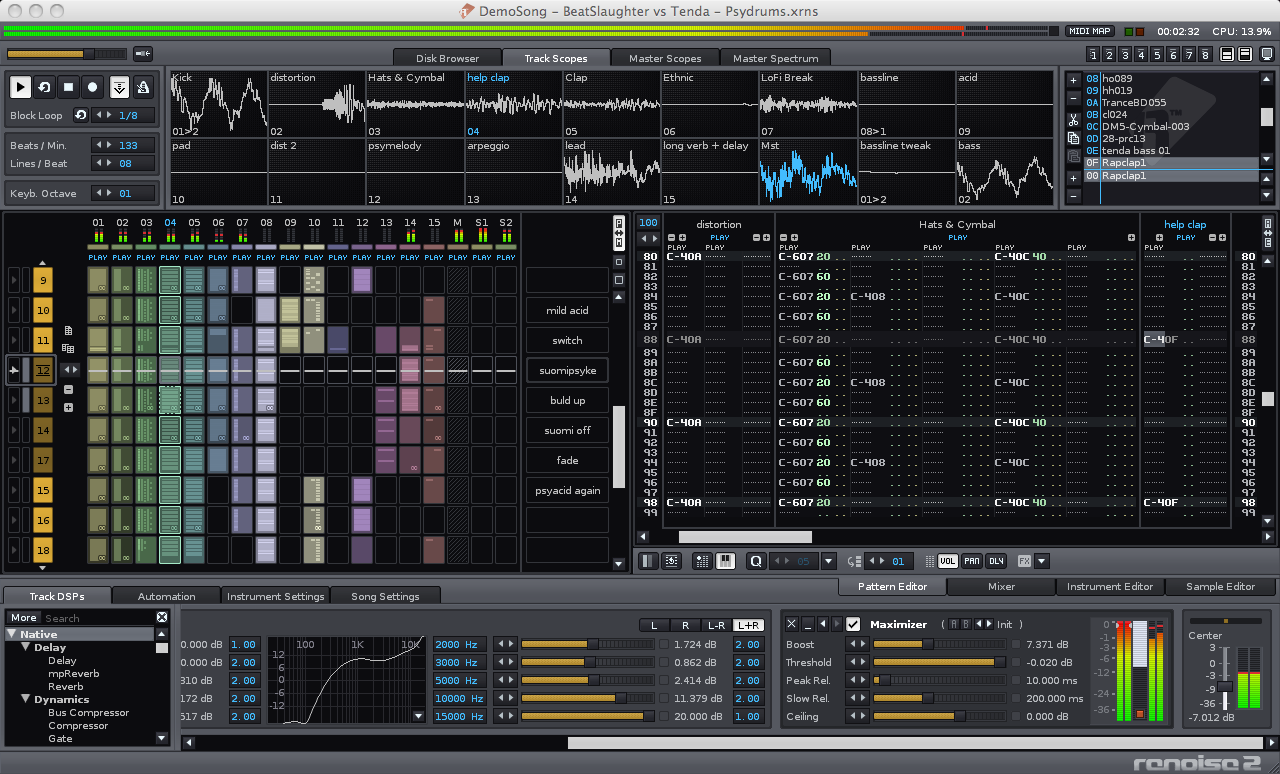
Renoise, ein graphischer, trackerartiger Musiksequenzer:
oben rechts: Sample-Liste
oben Mitte: Kanal-Kurven
oben links: allgemeine Musikstückeigenschaften (BPM etc.)
Mitte links: Masterliste
Mitte rechts: Pattern-Editor, Befehlsliste für die Kanäle (entlang der Zeile) und den Zeitverlauf (entlang der Spalten), der weiße Balkencursor markiert den aktuellen Zeitpunkt
unten: Soundeffekt Wahl und Parametrisierung

Kernmerkmale von Renoise:
- MIDI
- VST 2.0/3.0[7] Plugins und Instrumente
- ASIO (nur Vollversion)
- ALSA (Linux)
- Jack (Linux)
- Mischpult
- Einen integrierten hochqualitativen[8] Sampler (32 bit floating point) mit Interpolationsmöglichkeit
- Unterstützung von Samples im WAV-, AIFF-, FLAC-, Ogg- und MP3-Format
- Instrumenteneditor mit Envelope-Editoren (Kurvengraphen) und beliebig vielen Effektketten zur komfortablen Einstellung aller Instrumente
- mitgelieferte DSP-Effekte, die um VST-, AU- und LADSPA Plugin-Effekte erweiterbar sind
- Master- und Send-Kanäle
- graphische Automation für Instrumente, Effekte, VST-Effekte und -Instrumente, und MIDI (siehe weiter unten)
- In der Vollversion – welche für 68 EUR erhältlich ist – Hi-Fi-WAV-Renderer (32 bit, 96 kHz, 2 Interpolationsstufen) zur Ausgabe der Komposition als .wav-Datei
- Import und Abspielen von allen gängigen Dateiformaten
- Unterstützung von ReWire Master und Slave[9]

Über sog. „Automation Devices“ können beliebige Parameter gesteuert werden, z. B. Lautstärke oder Cutoff-Frequenz eines Filters, aber auch jeder Parameter eines VST-Instruments. Es stehen u. a. folgende Modulationsquellen zur Verfügung:
- LFO (Kurven: Sinus, Sägezahn, Dreieck etc. oder eine selber gezeichnete Kurve)
- Anschlagswert und Notenwert der jeweils gespielten Note (Velocity Tracker- & Key Tracker-Device)
- Hüllkurven
- Pegel beliebiger Spuren (Signal Follower-Device)

### Speicherformat
Renoise-Songdateien werden als .rns und ab Version 1.8 im XML-basierten Format .xrns abgespeichert. .xrns ist ein neues, freies Trackermodulformat.

### Klangerzeugung
Wie bei Trackern üblich verfügt Renoise über einen eingebauten Sampler. Durch die Verwendung von Hüllkurven, Filter-Effekten und LFO-Funktionen kann der Komponist aus normalen WAV-Samples ein breites Klangspektrum erzeugen. Außerdem verfügt Renoise über diverse interne Effekte wie Delay, Hall, Reverb, Distortion und PreReverb, die allesamt auf verschiedene Spuren geroutet werden können. Samples können in Slices zerlegt werden, die, sofern sie kurz genug sind, eine Wiedergabe in anderen Tempi ermöglichen, ohne dabei die Tonlage zu verändern (a.k.a Time-Stretching). Ab Version 3.2.0 beherrscht Renoise nativ Time-Stretching, jedoch kein Pitchshifting.
Zur Klangwiedergabe benutzt Renoise unter Windows wahlweise die DirectSound-Schnittstelle oder (sofern man die Vollversion besitzt) die ASIO-Schnittstelle. Linux-Benutzer können zwischen Jack und ALSA wechseln.
Mit der Vollversion können die Musikstücke auch als WAV-Datei exportiert werden, was ein Brennen auf CD oder weitere Nachbearbeitung, z. B. das Mastering, ermöglicht.

### Erweiterbarkeit
Mit der Veröffentlichung von Renoise 2.6.0 wurde erstmals Lua-Scripting eingeführt. Die Renoise-API erlaubt es, vielfältige Erweiterungen für Renoise in Lua zu programmieren und Vorgänge zu automatisieren.
Die Renoise API ermöglicht u. a.:
- Erstellen neuer Kontextmenü-Elemente und Tastaturkürzel
- Eigene grafische Benutzerelemente, welche sich optisch nahtlos in die Renoise-Benutzeroberfläche einfügen
- Manipulation der Renoise-eigenen Bedienelemente und voller Zugriff auf die Spuren, Samples, Instrumente, Mixer etc.

Auf der offiziellen Renoise-Website findet sich eine umfangreiche Sektion mit von Renoise-Nutzern erstellten Erweiterungen.

## Sonstiges
Die Renoise-Macher arbeiten mit den Organisatoren der Evoke und Digitale Kultur e. V. eng zusammen und sponsern deren Musikwettbewerbe regelmäßig mit mehreren Renoise-Lizenzen.
Einer der Programmierer von Renoise programmierte ebenfalls für Ableton. Zu den bekannteren Künstlern, die Renoise einsetzen gehört Venetian Snares oder Depeche Mode.